# 활동 다이어그램

UML 1.x 액티비티 다이어그램

활동 다이어그램(영어: Activity diagram)은 단계별 작업흐름을 그림으로 표현한 다이어그램을 말한다. 시작점과 끝점 , (if)분기를 위한 마름모표시, 작업흐름의 나뉘고 합쳐지는 표시로 이루어진다.

## 같이 보기
- UML
- 데이터 흐름도
- 의사코드